# Okres Bytča
Der Okres Bytča ist eine Verwaltungseinheit im Norden der Slowakei mit 30.879 Einwohnern (2005) und einer Fläche von 282 km².
Historisch gesehen liegt der Bezirk liegt im ehemaligen Komitat Trentschin (siehe auch Liste der historischen Komitate Ungarns).

## Bevölkerung
| Jahr                | 1994   | 2004    | 2014    | 2024    |
| ------------------- | ------ | ------- | ------- | ------- |
| Anzahl der Personen | 30.159 | 30.879  | 30.682  | 31.444  |
| Unterschied         |        | +2,38 % | −0,63 % | +2,48 % |

| Jahr                | 2023   | 2024    |
| ------------------- | ------ | ------- |
| Anzahl der Personen | 31.308 | 31.444  |
| Unterschied         |        | +0,43 % |

## Städte
- Bytča

## Gemeinden
| - Hlboké nad Váhom - Hvozdnica - Jablonové - Kolárovice | - Kotešová - Maršová-Rašov - Petrovice - Predmier | - Súľov-Hradná - Štiavnik - Veľké Rovné |

Das Bezirksamt befindet sich in Bytča.

## Kultur
In dem Artikel Denkmalgeschützte Objekte im Okres Bytča findet man Informationen über die vom slowakischen Denkmalamt geschützten Objekte im Okres.